# Central nuclear Bellefonte

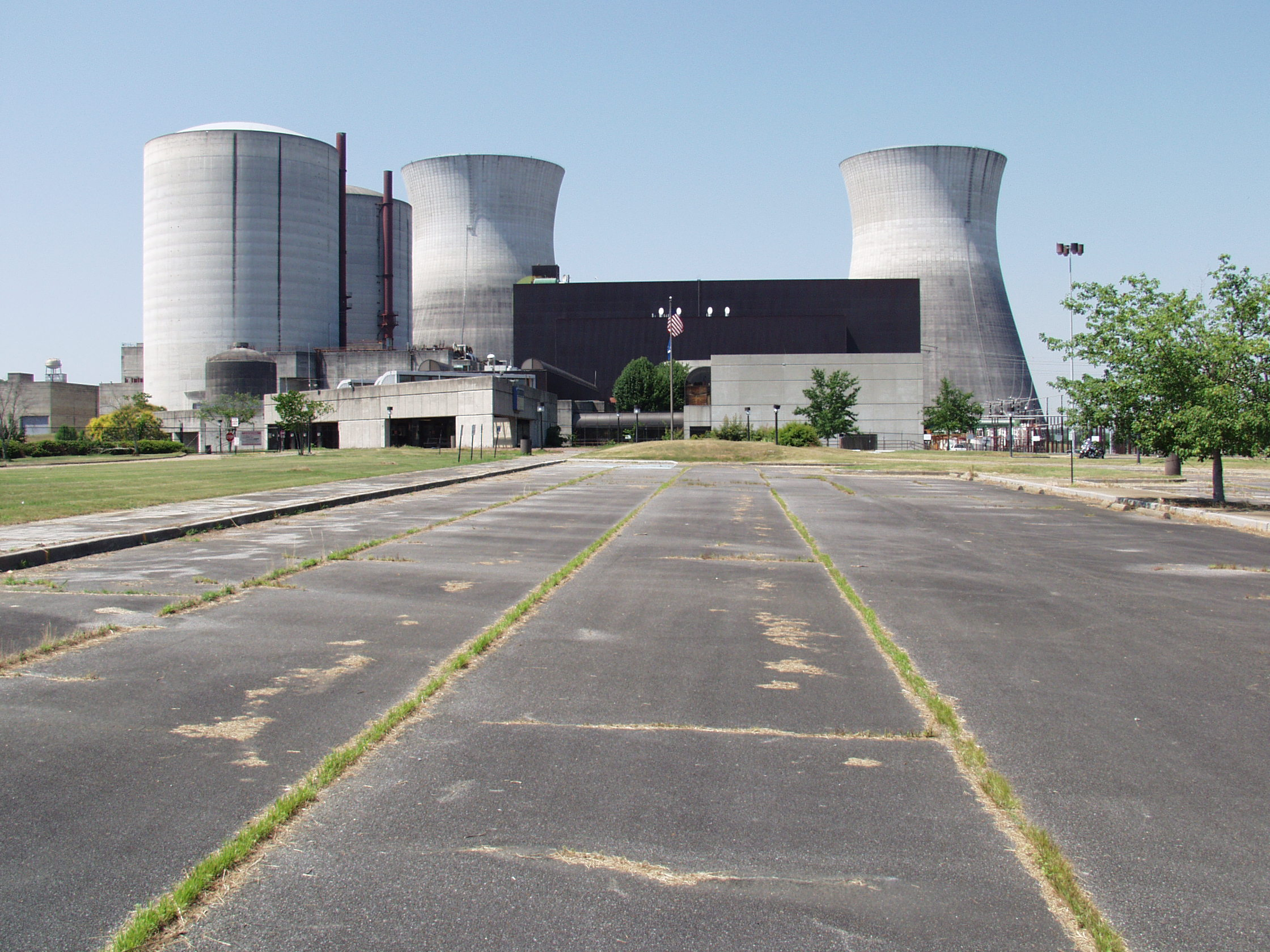
Central Nuclear Bellefonte.

La Central Nuclear Bellefonte de la Tennessee Valley Authority está situada en Hollywood (Alabama).
Los dos reactores de agua a presión de la planta fueron fabricados por Babcock and Wilcox. Se encuentran inacabados y en un estado de conservación desde 1988 después de una inversión de 6 millardos de dólares.
El 22 de septiembre de 2005 se informó que Bellefonte había sido seleccionada como el emplazamiento para un reactor de agua presurizada AP-1000.